# Epic (2013)
Epic is een Amerikaanse animatiefilm die uitgebracht werd op 24 mei 2013.De film werd geproduceerd door Blue Sky Studios, en geregisseerd door Chris Wedge, de regisseur van Robots en Ice Age.

## Verhaal
Het zeventienjarige meisje Mary Katherine trekt in bij haar excentrieke vader (Bomba) die zich vooral bezighoudt met wetenschap. Deze is sinds jaar en dag verzonken in zijn eigen gekke onderzoek: hij gelooft dat het bos is bevolkt door piepkleine, elfachtige wezentjes. Als Mary Katherine het geduld verliest met haar vaders obsessie, besluit ze weg te lopen. Daarbij komt ze in het bos terecht en daar gebeurt het ondenkbare: ze komt Tara, de koningin van het bosvolkje, tegen het lijf. Met behulp van magie laat Tara Mary Katherine transformeren tot de grootte van de kleine bewoners. Plots vindt Mary Katherine zichzelf terug in een magische wereld. Maar die wereld is in gevaar: de eeuwigdurende strijd tussen de krachten van het goede en de krachten van het kwade. Ze voegt zich bij een groep wezens en samen worden ze belast met de taak om hun wereld te redden, en die van ons. Samen met Ronin, de heldhaftige leider van de zogeheten Bladermannen, en diens eigenwijze stiefzoon Nod moet Mary Katherine het bos redden van de kwaadaardige Boggans.

## Stemacteurs
| rol            | origineel       | Vlaams            | Nederlands        |
| -------------- | --------------- | ----------------- | ----------------- |
| Mary Katherine | Amanda Seyfried | Linde Merckpoel   | Tess Milne        |
| Nod            | Josh Hutcherson | Sean Dhondt       | Egbert-Jan Weeber |
| Ronin          | Colin Farrell   | Axel Daeseleire   | Daniël Boissevain |
| Koningin Tara  | Beyoncé Knowles | Tine Embrechts    | Lottie Hellingman |
| Nim Galuu      | Steven Tyler    | Johan Heldenbergh | Eric van Sauers   |
| Mandrake       | Christoph Waltz | Manou Kersting    | Ernst Daniël Smid |
| Bomba          | Jason Sudeikis  | Govert Deploige   | Jacob Derwig      |